# Навдозеро (озеро, Пудожский район)
Навдозеро — пресноводное озеро на территории Куганаволокского сельского поселения Пудожского района Республики Карелии.

## Общие сведения
Площадь озера — 1 км². Располагается на высоте 143,9 метров над уровнем моря.
Форма озера лопастная, продолговатая: оно почти на два километра вытянуто с северо-запада на юго-восток. Берега изрезанные, каменисто-песчаные, местами заболоченные.
Из залива в северо-западной оконечности озера вытекает безымянный водоток, впадающий в Лешозеро, из которого вытекает протока Рымбаса, впадающая в Водлозеро.
В озере около десятка небольших безымянных островов, рассредоточенных по всей площади водоёма, однако их количество может варьироваться в зависимости от уровня воды.
Населённые пункты и автодороги вблизи водоёма отсутствуют.
Код объекта в государственном водном реестре — 01040100311102000019022.